# Stenothemus laterophysus
Stenothemus laterophysus is een keversoort uit de familie soldaatjes (Cantharidae) die voorkomt in Myanmar. De wetenschappelijke naam van de soort werd in 2004 gepubliceerd door Svihla.